# Aeroportul Cattaraugus County-Olean
Aeroportul Cattaraugus County-Olean (IATA: OLE, ICAO: KOLE, FAA LID: OLE) este un aeroport din New York, Statele Unite ale Americii ce deservește zona Olean⁠(d). Aeroportul a fost tranzitat în 2019 de 2 pasageri. A fost numit după zona deservită.
Situat la o altitudine de 651 m, aeroportul dispune de 1 pistă.

## Infrastructură

### Piste
Aeroportul dispune de o singură pistă. Pista 04/22 are suprafața de asfalt și dimensiunile 4.800 picioare × 100 picioare. 